# Вейн Шортер
Вейн Шортер (англ. Wayne Shorter; 25 серпня 1933, Ньюарк, Нью-Джерсі — 2 березня 2023, Лос-Анджелес, Каліфорнія) — американський джазовий саксофоніст і композитор. Лауреат 11 нагород «Греммі», володар Полярної музичної премії.

## Біографія
Народився в Ньюарку, штат Нью-Джерсі, США і відвідував мистецьку середню школу Ньюарка яку закінчив у 1952 році. Після закінчення Нью-Йоркського університету за спеціальністю «музична освіта» в 1956 році Шортер провів два роки в армії США, в цей час зіграв з Горацієм Сільвером. Після звільнення він грав з Мейнардом Фергюсоном. У молодості Шортер придбав прізвисько «Містер Пішов» («Mr. Gone»), що згодом стало назвою одного з альбомів створеного ним гурту «Weather Report».
На ранню творчість Шортера вплинули Сонні Роллінз, Джон Колтрейн і Коулмен Хокінс. У 1959 році Шортер приєднався до The Jazz Messengers, а через 4 роки став музичним директором цієї групи, з якою гастролював у США, Японії та Європі. У цей час Шортер «зарекомендував себе як один з найобдарованіших молодих саксофоністів» і отримав міжнародне визнання.
У 1964-68 роках Шортер грав у квінтеті Майзла Девіса. На думку Гербі Генкока: «Головним творцем […] у цій групі, був Вейн Шортер.[…] Вейн був одним з небагатьох людей, хто приніс Майлзу музику, яка не змінилася». Девіс сказав: «Вейн — справжній композитор. Він пише партитури, пише партії для всіх так само, як хоче, щоб вони звучали…. Вейн також викликав певну цікавість до роботи з музичними правилами. Якщо вони не працювали, то він їх ламав, але з музичним сенсом; він розумів, що свобода в музиці — це здатність знати правила, щоб зігнути їх на власне задоволення та смак»
До 1968 року він грав виключно на теноровому саксофоні. З 1969 році він грав також на саксофоні-сопрано (починаючи з альбому Девіса In a Silent Way), з початку 1970-х переважно на сопрано.
Одночасно з роботою у квінтеті Девіса, Шортер записав кілька альбомів для Blue Note Records, переважно власні композиції, з різними музикантами, включно з трубачем Фредді Габбардом. Його першим альбомом Blue Note (загалом 11 записаних з 1964 по 1970) був Night Dreamer, записаний у студії Руді Ван Гелдера в 1964 з Лі Морганом (труба), Маккой Тайнером (фортепіано), Реджі Воркменом (бас) і Елвіном Джонс (барабани).
Після випуску «Odyssey of Iska» в 1970 році Шортер створив ф'южн-групу Weather Report з клавішником Джо Завінулом та басистом Мирославом Вітовшом. Іншими оригінальними членами були ударники Ейрто Морейра та Альфонс Музон. Після від'їзду Вітовша в 1973 році Шортер і Завінул стали спільними керівниками групи до розпаду групи в кінці 1985 року.
Покинувши Weather Report у 1986 році, Шортер продовжував записувати і керувати групами в стилях джаз-фьюжн, включаючи гастролі в 1988 році з гітаристом Карлосом Сантаною.
У 1995 році Шортер випустив альбом High Life, випущний лейблом Verve Records. High Life отримав премію «Греммі» за найкращий альбом сучасного джазу в 1997 році.
Шортер ще раз працював з Гербі Хенкоком в 1997 році над альбомом 1 + 1. Пісня «Aung San Suu Kyi» (названа на честь бірманської демократичної активістки) принесла обом, Генкоку і Шортеру, премію «Греммі».
Шортер продовжував концертну діяльність до кінця 2010-х, і лише після майже 70-річної виконавської кар'єри за станом здоров'я змушений був прпинити виступи. Однак Шортер взявся створити «нову оперну роботу» під назвою «Іфігенія»; Есперанса Спалдінг написала лібрето, а архітектор Френк Гері створив декорації, прем'єра опери запланована на осінь 2021 року.
Помер 2 березня 2023 року у Лос-Анджелесі, Каліфорнія, в 89-річному віці.

## Дискографія
- Introducing Wayne Shorter (aka Blues a la Carte, Vee-Jay, 1959)
- Second Genesis[en] (Vee-Jay, записано 1960, випущено 1974)
- Wayning Moments[en] (Vee-Jay, 1962)
- Night Dreamer[en] (Blue Note, 1964)
- JuJu[en] (Blue Note, 1964)
- Speak No Evil[en] (Blue Note, записано 1964, випущено 1966)
- The Soothsayer[en] (Blue Note, записано 1965, випущено 1979)
- Et Cetera[en] (Blue Note, записано 1965, випущено 1980)
- The All Seeing Eye[en] (Blue Note, записано 1965, випущено 1966)
- Adam's Apple[en] (Blue Note, записано 1966, випущено 1967)
- Schizophrenia[en] (Blue Note, записано 1967, випущено 1969)
- Super Nova[en] (Blue Note, 1969)
- Moto Grosso Feio[en] (Blue Note, записано 1970, випущено 1974)
- Odyssey of Iska[en] (Blue Note, записано 1970, випущено 1971)
- Native Dancer[en] (Columbia, записано 1974, випущено 1975) з Мілтон Насіменту
- Atlantis[en] (Columbia, 1985)
- Phantom Navigator[en] (Columbia, записано 1986, випущено 1987)
- Joy Ryder[en] (Columbia, 1988)
- High Life[en] (Verve, 1995)
- 1+1 (Verve, 1997) з Гербі Генкоком
- Footprints Live![en] (Verve, 2002)
- Alegría[en] (Verve, 2003)
- Beyond the Sound Barrier[en] (Verve, записано live 2002—2004, випущено 2005) as Wayne Shorter Quartet
- Carlos Santana and Wayne Shorter – Live at the Montreux Jazz Festival 1988[en] (Image Entertainment, 2007) з Карлосом Сантана
- Without a Net[en] (Blue Note, записано live 2010, випущено 2013) as Wayne Shorter Quartet
- Emanon[en] (Blue Note, 2018)

## Нагороди
- 1962: опитування читачів DownBeat / Саксофоніст «Нова зірка»;
- 1979: Премія «Греммі» за найкраще джаз-ф'южн виконання за «Weather Report[en]» 8:30;
- 1987: Grammy Award за кращий інструментальну композицію за «Call Sheet Blues»;
- 1994: премія «Греммі» за найкращий джазове інструментальне виконання, альбом «A_Tribute_to_Miles»;
- 1996: премія «Греммі» за найкращий сучасний джазовий альбом « High Life»;
- 1996: премія Майлза Девіса, Монреальський міжнародний джазовий фестиваль;
- 1997: премія «Греммі» за найкращу інструментальну композицію для «Aung San Suu Kyi» (на 1 + 1);
- 1998: NEA Jazz Masters;
- 1999: Почесний доктор музики Музичного коледжу Берклі;
- 1999: премія «Греммі» за найкращий сольний інструментальний джаз за «In Walked Wayne»;
- 2003: премія «Греммі» за найкращу інструментальну композицію для «Sacajawea» (на тему « Alegría»);
- 2003: премія «Греммі» за найкращий джазовий інструментальний виступ, за альбом Alegría;
- 2005: премія «Греммі» за найкращий джазове інструментальне виконання, за альбом «Beyond the Sound Barrier»;
- 2006: «Джазова премія» Асоціації джазових журналістів;
- 2014: премія «Греммі» за найкраще сольне інструментальне джазове соло (композиція «Орбіти» з албому «Without a Net»)
- 2014: Премія Американської академії досягнень «Золота тарілка»[15][16];
- 2017: Полярна музична премія;
- 2017: Премії Рольфа Шока з музичного мистецтва.[17];
- 2018: відзнака Центру Кеннеді[18].